# An-Nazzām
Abū Ishāq Ibrāhīm ibn Saiyār an-Nazzām (arabisch أبو إسحاق ابراهيم بن سيار النظام, DMG Abū Isḥāq Ibrāhīm ibn Saiyār an-Naẓẓām; gest. zwischen 835 und 845) war ein muʿtazilitischer Kalām-Gelehrter und Philosoph. Er gilt als Schöpfer einer eigenen Theorie hinsichtlich der Wunderhaftigkeit des Korans, die als Sarfa-Theorie bezeichnet wird. An-Nazzāms Werke sind außer ein paar Fragmenten verloren. Josef van Ess hat anhand dieser Fragmente sein Lehrsystem rekonstruiert.

## Leben
An-Nazzām erhielt seine Ausbildung in Basra, und zwar zum großen Teil bei seinem mütterlichen Onkel Abū l-Hudhail, dessen Adlatus (ghulām) er war. Väterlicherseits kam er aus einer Sklavenfamilie und war maulā eines Klans aus dem arabischen Stammesverbands der Bakr ibn Wā'il. Nachdem 819 der Kalif al-Ma'mūn seine Residenz von Merw nach Bagdad verlegt hatte, erhielt er Zugang zu seinem Hof. Zeitweise bezog er vom Hof ein Gehalt, das so hoch war, dass er andere damit unterhalten konnte. Ob er dieses Gehalt als Theologe bezog, ist allerdings nicht klar, da er auch ein guter Dichter und Redner war und somit auch in der Position des Unterhalters tätig gewesen sein könnte. Zu seinen wichtigsten Schülern auf theologischer Ebene gehörte al-Dschāhiz.

## Werke
Die Werke von an-Nazzām sind bis auf wenige Fragmente verloren gegangen. Die meisten davon stammen aus seinem Kitāb an-Nakṯ. Ungefähr 35 weitere Fragmente finden sich heute in Fachr ad-Dīn ar-Rāzīs Maḥṣūl fī ʿilm uṣūl al-fiqh. Andere gehören zu seinem Kitāb aṭ-Ṭafra, seinem Kitāb al-Ǧuzʾ, möglicherweise seinem Kitāb ar-Radd ʿalā aṣḥāb al-iṯnain und zu einer Abhandlung, in der er die Ashāb al-hadīth kritisierte. An-Nazzām verfasste auch ein Kitāb Ḫalq aš-šaiʾ, in dem er auf eine Schrift von Abū l-Hudhail antwortete.

## Lehre

### Naturphilosophie
Auf naturphilosophischer Ebene wandte sich an-Nazzām vor allem gegen die atomistischen Auffassungen seines Lehrers Abū l-Hudhail. So wird er mit der Aussage zitiert:

„Es gibt kein Teil, das nicht wiederum teilbar ist, kein Stück, das sich nicht zerstückeln lässt, keine Hälfte, die nicht halbierbar ist. Jedes Teil ist immer weiter teilbar. Es findet hinsichtlich der Teilbarkeit kein Ende.“

Nach an-Nazzāms Theorie bestehen Körper nicht aus Aggregaten kleinster Teilchen, die nur durch Gottes Allmacht zusammengehalten werden, sondern aus Elementen, die sich gegenseitig durchdringen und entweder an der Oberfläche sichtbar werden oder im Inneren verborgen bleiben. Mit dem wechselnden Verborgensein und An-die-Oberfläche-Treten bestimmter Körper erklärte er auch die Veränderungen in Temperatur, Konsistenz usw.
Asch-Schahrastānī schreibt an-Nazzām die Lehre zu, "dass Gott die existierenden Dinge auf einmal, so wie sie jetzt beständen, geschaffen habe, Metalle, Pflanzen, Thiere und Menschen, und dass die Schöpfung Adam's der Schöpfung seiner Kinder nicht vorangegangen sei, nur dass Gott einen Theil davon im Anderen verborgen habe, so dass das Früher- und Spätersein nur auf ihr Hervortreten aus den Orten ihrer Verborgenheit, nicht auf ihr Entstehen und ihre Existenz kommt." Asch-Schahrastānī äußert, dass an-Nazzām diese Auffassung von den Philosophen übernommen habe, die das Verborgensein (kumūn) und Hervortreten (ẓuhūr) lehrten.
Auffällig an an-Nazzāms Lehrsystem war auch seine anti-atomistische Bewegungstheorie. Danach muss sich Bewegung im "Sprung" (ṭafra) vollziehen, da es bei einer unbegrenzten Teilbarkeit des Raumes nicht denkbar ist, dass der bewegte Körper jede einzelne Stelle berührt. Bewegung spielte ex negativo auch eine wichtige Rolle in seiner Erkenntnistheorie. Er definierte nämlich Wahrheit als "Ruhe des Herzens" (sukūn al-qalb). Das Kriterium für Wahrheit ist also subjektiv. Ob es mit der äußeren Wirklichkeit übereinstimmt, war für ihn weniger wichtig.
Tragende Bedeutung hatte in seinem Lehrsystem zudem das Konzept des Geistes (rūḥ). Er stellte sich den Geist in Anknüpfung an das platonische Pneuma-Konzept als einen feinstofflichen Körper vor, der sich wie ein Gas mit dem Leib vermischt und ihn bis in die Fingerspitzen durchdringt, sich beim Tode aber wieder aus dieser Verbindung löst und selbständig weiterexistiert. Schüler von an-Nazzām, unter ihnen Ahmad ibn Chābit, führten diesen Gedanken fort und entwickelten darauf aufbauend eine Theorie der Transmigration der Geister (tanāsuḫ).
Nach Max Horten hat an-Nazzām mehrere Elemente seines naturphilosophischen Systems von dem griechischen Philosophen Anaxagoras übernommen. Saul Horovitz meinte dagegen, dass er von stoischen Anschauungen beeinflusst war und beschrieb ihn "als Vertreter des Stoizismus unter den Arabern".

### Lehre vom Koran
Eines der auffälligsten Elemente in an-Nazzāms theologischem Lehrsystem war seine besondere Auffassung zur Wunderhaftigkeit des Korans. Einigkeit bestand unter den muslimischen Gelehrten darüber, dass die Zeitgenossen Mohammeds nicht imstande waren, dem Koran etwas Ebenbürtiges entgegenzusetzen. Während jedoch die meisten Gelehrten diese Unfähigkeit auf die rhetorischen Qualitäten des Korans zurückführten, meinte an-Nazzām, dass die Zeitgenossen nur deswegen zu einer Entgegnung auf den Koran unfähig gewesen seien, weil Gott sie davon abgehalten hatte. Abū l-Hasan al-Aschʿarī referiert von ihm die Auffassung: „Zu Komposition und Art der Abfassung (sc. des Korans) wären auch die Menschen imstande gewesen, wenn Gott sie nicht durch Erzeugung einer Unfähigkeit (ʿaǧz) in ihnen davon abgehalten hätte.“ Die wunderhafte Abhaltung der Menschen durch Gott wird in dieser Aussage mit dem arabischen Verb ṣarafa zum Ausdruck gebracht. Deshalb wird die besondere Iʿdschāz-Lehre an-Nazzāms mit dem Begriff Sarfa (ṣarfa, "Abwendung, Abhaltung") bezeichnet. Hinsichtlich der sprachlichen Qualitäten soll an-Nazzām gelehrt haben, dass sie gewöhnliche menschliche Sprechfähigkeiten nicht überträfen. Er vertrat die Auffassung, dass das eigentliche Wunder im Koran die Mitteilung verborgener Dinge (al-iḫbār ʿan al-ġuyūb) sei.

### Kritik an den Prophetengefährten
An-Nazzām versuchte, die hohe Stellung der Prophetengefährten zu untergraben, indem er ihre Persönlichkeiten in Misskredit brachte. Den Kalifen ʿUmar ibn al-Chattāb bezeichnete er als inkonsequent im Gebrauch von Analogieschlüssen und bei seinen Urteilen. Auch ʿAlī ibn Abī Tālib bleibt von dieser Kritik nicht ausgenommen. Von ihm wurde der Ausspruch überliefert: „Wann immer mir jemand eine Überlieferung des Propheten überlieferte, ließ ich ihn bei Gott schwören, dass er sie vom Gesandten Gottes gehört hatte. Wenn er schwor, glaubte ich ihm.“ An-Nazzām kommentierte diese Aussage mit den Worten: „Der Überlieferer muss aus ʿAlīs Sicht entweder vertrauenswürdig (ṯiqa) oder unzuverlässig (muttaham) sein. Ist er vertrauenswürdig, hat es keinen Sinn, ihn schwören zu lassen, und ist er unzuverlässig, wie soll sich dann die Aussage des unzuverlässigen Menschen durch seinen Eid als wahr erweisen? Wenn es ihm möglich ist, falsche Überlieferungen zu überliefern, ist es ihm auch möglich, falsch zu schwören.“
Bei ʿAbdallāh ibn Masʿūd kritisierte an-Nazzām die Beeinflussbarkeit bei seinen juristischen Ansichten durch andere. So berichtet er, dass Ibn Masʿūd vom Kalifen ʿUmar zum Geldwechsel befragt wurde und ihm sagte: „Es gibt keine Einwände dagegen.“ Nachdem der Kalif jedoch geantwortet hatte: „Ich mag es nicht“, erwiderte Ibn Masʿūd: „Ich mag es auch nicht, denn du magst es nicht.“ Ibn Masʿūd widerrief also seine erste Aussage ohne weitere Überlegungen. An-Nazzām kommentierte diesen Bericht mit den Worten: „Wenn dies das Verhalten des besten Rechtsgelehrten ist, was soll man dann über das Verhalten von Gelehrten geringeren Ranges denken? Wie können solche Gelehrten ein Beweis gegen uns sein und wie können wir ihnen gehorchen?“
Außerdem zitierte an-Nazzām Aussagen von Prophetengefährten, die zeigen sollten, dass sie zugaben, ihre juristischen Urteile aufgrund von Mutmaßung (ẓann) zu fällen, obwohl Gott solche Urteile verboten und befohlen habe, Urteile auf der Grundlage von Wissen und Gewissheit zu fällen. Wenn dies schon für die alten Gelehrten (salaf) zutreffe, dann gelte dies umso mehr für die Nachfolgegeneration. Mit solchen Argumenten hoffte an-Nazzām, die Muslime der ersten Generationen und damit auch den islamischen Traditionalismus, für den diese Personen Vorbilder waren, zu diskreditieren.

### Ablehnung des Idschmāʿ
An-Nazzām soll auch das Prinzip des Idschmāʿ kritisiert haben. Nach al-Dschuwainī war er der erste, der ihn offen zurückwies, woraufhin ihm dann einige Gruppen der Rafiditen folgten. Im Gegensatz zu dem Hadith, der besagt, dass sich Mohammeds Umma nie auf einen Irrtum einigen werde (lā taǧtamiʿ ummatī ʿalā ḍalāla), hielt an-Nazzām es sehr wohl möglich, dass sich alle Muslime auf einen Irrtum (ḍalāla) oder Fehler (ḫaṭaʾ) einigen. Als Beispiel verwies er auf die Einigkeit der Muslime darüber, dass von den Propheten nur Mohammed zu allen Menschen auf der Erde entsandt worden sei, während, so meinte er, in Wirklichkeit jeder Prophet zu allen Menschen entsandt worden ist. Denn, so argumentierte er, Gottes Zeichen erreichen jeden Ort auf der Erde, wobei alle, zu denen sie gelangen, dem betreffenden Propheten glauben und nachfolgen müssen. Seiner Ansicht nach war der Idschmāʿ‘ der Prophetengefährten aufgrund ihrer widersprüchlichen Aussagen in Rechtsfragen falsch.

## Rezeption
In der Geschichte Die Sklavin Tawaddud aus Tausendundeine Nacht tritt an-Nazzam als Akteur in Erscheinung, wo er zusammen mit anderen Gelehrten die Sängersklavin Tawaddud auf ihr Wissen zu prüft, sie der Sklavin alle jedoch unterliegen.

## Belege
1. ↑  Vgl. van Ess Theologie und Gesellschaft. 1992, S. 296.
2. ↑  Ess Theologie und Gesellschaft. 1992, S. 302f.
3. ↑  Siehe Josef van Ess: Das Kitāb an-Nakṯ des Naẓẓām und seine Rezeption im Kitāb al-Futyā des Ǧāḥiẓ: eine Sammlung der Fragmente mit Übersetzung und Kommentar. Vandenhoeck & Ruprecht, Göttingen, 1972.
4. ↑  Van Ess: “Al-Naẓẓām”. 1992, S. 1058.
5. ↑  Ess: Theologie und Gesellschaft im 2. und 3. Jahrhundert der Hidschra. 1995, Bd. VI, S. 3.
6. ↑  Abrahamov: Islamic theology: traditionalism and rationalism. 1998, S. 79.
7. ↑  Abū l-Ḥasan al-Ašʿarī: Kitāb Maqālāt al-islāmīyīn wa-ḫtilāf al-muṣallīn. Ed. Hellmut Ritter. 2. Aufl. Steiner [in Komm.], Wiesbaden 1963. S. 318, Zeile 6–8. Digitalisat
8. ↑  Vgl. van Ess Theologie und Gesellschaft. 1992, S. 335–342.
9. ↑  aš-Šahrastānī: al-Milal wa-n-niḥal. 1992, S. 50. - Dt. Übers. Haarbrücker S. 57.
10. ↑  aš-Šahrastānī: al-Milal wa-n-niḥal. 1992, S. 50. - Dt. Übers. Haarbrücker S. 57.
11. ↑  Vgl. dazu Ess Theologie und Gesellschaft. 1992, S. 310–324.
12. ↑  Vgl. Ess Theologie und Gesellschaft. 1992, S. 380f.
13. ↑  Vgl. Ess Theologie und Gesellschaft. 1992, S. 369f.
14. ↑  Vgl. Ess Theologie und Gesellschaft. 1992, S. 429–436.
15. ↑  Horten: "Die Lehre vom Kumūn bei Naẓẓām". 1909, S. 776, 784f, 790, 792.
16. ↑  Horovitz: Ueber den Einfluss der griechischen Philosophie auf die Entwicklung des Kalam. 1909, S. 8, 33.
17. ↑  Aal-Ašʿarī: Maqālāt al-islāmīyīn wa-ḫtilāf al-muṣallīn. Ed. Hellmut Ritter. Istānbūl: Maṭbaʿat ad-daula 1929–1933. S. 225.
18. ↑  Ess Theologie und Gesellschaft. 1992, S. 412f.
19. ↑  R.C. Martin: Art. "Inimitability" in Jane Dammen McAuliffe (Hrsg.): Encyclopaedia of the Qur’an. 6 Bde. Leiden 2001–2006. Bd. II, S. 526–536. Hier S. 532a.
20. ↑  al-Ašʿarī: Maqālāt al-islāmīyīn wa-iḫtilāf al-muṣallīn. Ed. Hellmut Ritter. Istānbūl: Maṭbaʿat ad-daula 1929–1933. S. 225.
21. ↑  Abrahamov: Islamic theology: traditionalism and rationalism. 1998, S. 46.
22. ↑  Ess: Das Kitāb an-Nakṯ des Naẓẓām und seine Rezeption im Kitāb al-Futyā des Ǧāḥiẓ. 1972, S. 22f.
23. ↑  Ess: Das Kitāb an-Nakṯ des Naẓẓām und seine Rezeption im Kitāb al-Futyā des Ǧāḥiẓ. 1972, S. 86f.
24. ↑  Ess: Das Kitāb an-Nakṯ des Naẓẓām und seine Rezeption im Kitāb al-Futyā des Ǧāḥiẓ. 1972, S. 102.
25. ↑  Ess: Das Kitāb an-Nakṯ des Naẓẓām und seine Rezeption im Kitāb al-Futyā des Ǧāḥiẓ. 1972, S. 108–110.
26. 1 2  Abrahamov: Islamic theology: traditionalism and rationalism. 1998, S. 47.
27. ↑  al-Ǧuwainī: al-Burhān fī uṣūl al-fiqh. Ed. ʿAbd al-ʿAẓīm Muḥammad ad-Dīb. Katar ohne Datum. S. 675f. Digitalisat
28. ↑  Ess: Das Kitāb an-Nakṯ des Naẓẓām und seine Rezeption im Kitāb al-Futyā des Ǧāḥiẓ. 1972, S. 114f.
29. ↑  Ibn Qutaiba: Taʾwīl muḫtalif al-ḥadīṯ. Ed. Muḥammad Zuhrī an-Naǧǧār. Kairo 1966. S. 18. Digitalisat
30. ↑  Ess: “Abū Esḥāq Naẓẓām”. 1984, S. 279a.
31. ↑  Enno Littmann: Die Erzählungen aus den tausendundein Nächten, Insel Verlag, Frankfurt 1968, Band 3, S. 626–696.

| Personendaten    | Personendaten                                |
| ---------------- | -------------------------------------------- |
| NAME             | Nazzām, an-                                  |
| ALTERNATIVNAMEN  | Abū Isḥāq Ibrahim b. Saiyār b. Hāniʿ; Naẓẓām |
| KURZBESCHREIBUNG | mu'tazilitischer Theologe und Philosoph      |
| GEBURTSDATUM     | 9. Jahrhundert                               |
| STERBEDATUM      | 844 oder 845                                 |